# Oddziały kolejowe Sił Zbrojnych Południa Rosji
Oddziały kolejowe Sił Zbrojnych Południa Rosji (ros. Железнодорожные части ВСЮР) - oddziały wojskowe wojsk kolejowych Sił Zbrojnych Południa Rosji ochraniające linie kolejowe na obszarach zajmowanych przez Białych w latach 1919–1920 podczas wojny domowej w Rosji.
Oddziały kolejowe Sił Zbrojnych Południa Rosji na przełomie 1919/1920 r. składały się z:
- 1 Batalionu Kolejowego (stacja kolejowa Piesczanokopskaja)
- 2 Batalionu Kolejowego (stacja kolejowa Grebienka) - d-ca płk Safonow
- 3 Batalionu Kolejowego (Nikołajew) - d-ca płk Grossewicz
- 4 Batalionu Kolejowego (Charków) - d-ca płk Safonow (został rozformowany 10 marca 1920 r., a jego żołnierze uzupełnili 1 Batalion Kolejowy)
- 1 Roboczego Batalionu Kolejowego
- 2 Roboczego Batalionu Kolejowego
- 3 Roboczego Batalionu Kolejowego
- 4 Roboczego Batalionu Kolejowego (rozformowanego 10 marca 1920 r. w celu uzupełnienia 1 Roboczego Batalionu Kolejowego)
- 2 Samodzielnej Kompanii Kolejowej (rozformowanej 27 października 1919 r.)
- Terskiej Kompanii Kolejowej (stacjonującej w Mineralnych Wodach)
- Szkoleniowo-Zapasowej Kompanii Kolejowej

27 marca 1920 r. na Krymie wszystkie oddziały kolejowe zostały połączone w Batalion Kolejowy w składzie pięciu kompanii pod dowództwem gen. Iwana I. Kaliksa.